# MILFポルノ

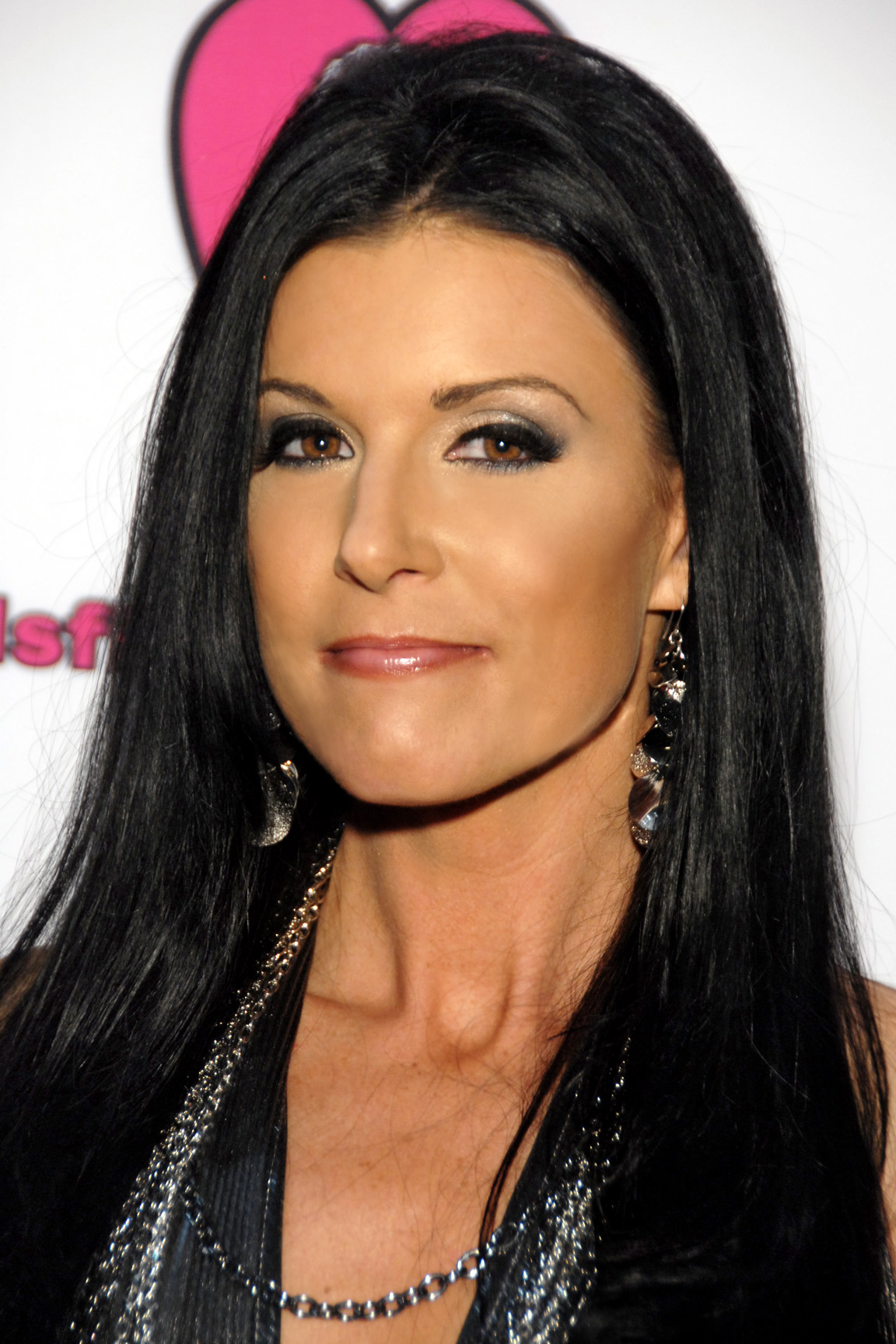
2011年1月6日にネバダ州ラスベガスで開催されたAVNエキスポに参加するインディア・サマー（当時35歳）

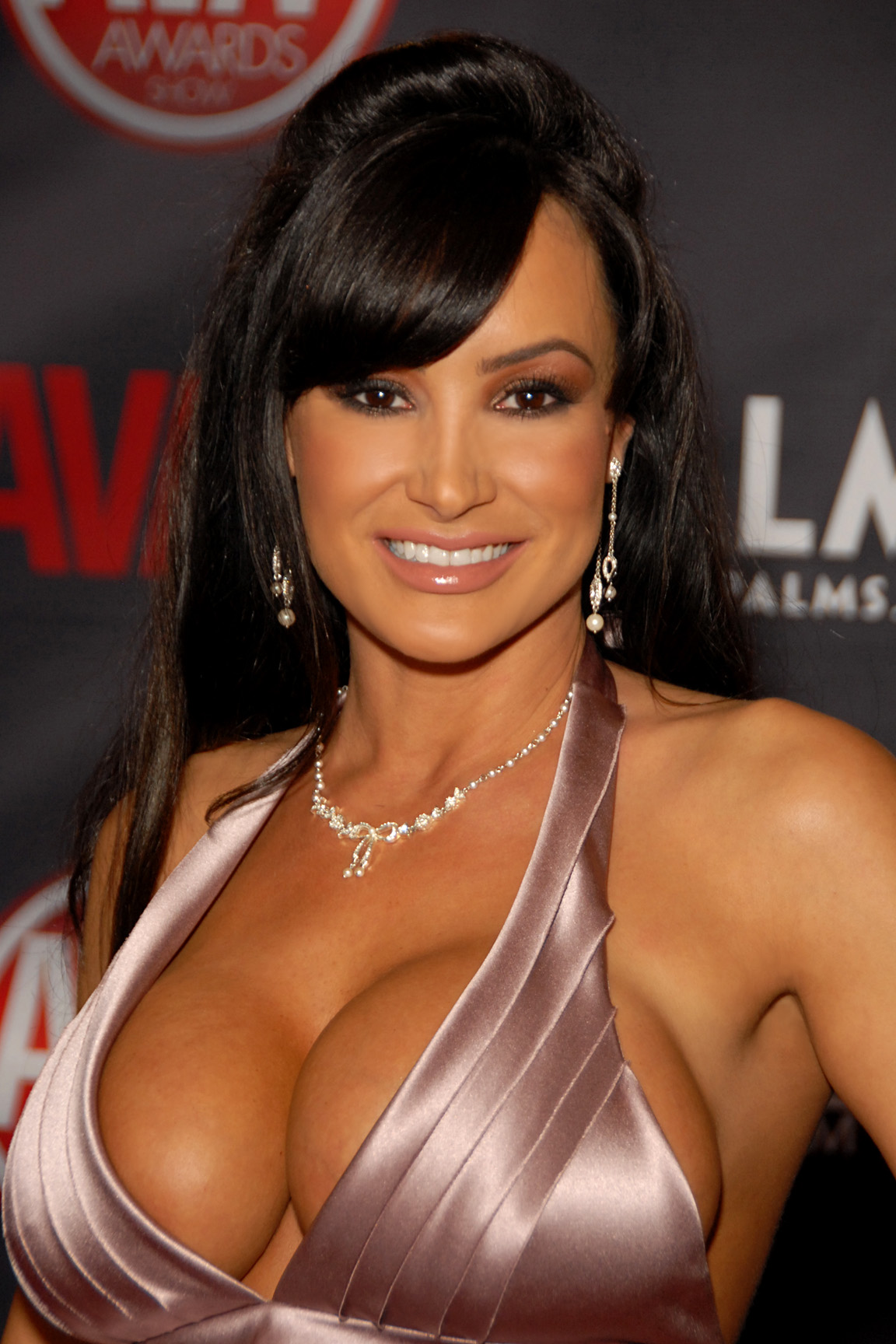
2010年1月9日、ネバダ州ラスベガスのパームス・カジノ・リゾートで開催されたAVNアワード・ショーに出席するリサ・アン（当時37歳）。

MILFポルノ（「Mother I'd Like/Love to Fuck」）とは、女優が通常30歳から50歳の女性であるポルノのジャンル。
関連する用語として、クーガー（cougar）があり、これは年上の女性が性の捕食者として行動することを意味している。

## 概要
多くの女優が約25歳でこのタイプのポルノ映画を撮り始めている。典型的なMILF関連の物語の中心は、年上の女性と、男性・女性を問わず若い恋人たちとの年齢差を利用した精力的なエイジプレイである。
MILFポルノジャンルで活躍する女優に対しては、XRCO「MILF of the Year Award」 やAVN「MILF/Cougar Performer of the Year Award」、アーバンXアワード「Best MILF Performer」などの独自の賞でもってその功績を讃えている。日本のAV業界においては、スカパー!アダルト放送大賞の中の部門賞に「ベスト熟女女優」賞がある。
イギリスでは、MILFと同義の「ヤミー・マミー（Yummu mummy）」という言葉も使われている。Oxford Dictionariesでは、「yummy mummy」を「魅力的でスタイリッシュな若い母親」と定義している。
一方で、「Mature」という単語もMILFと同様の熟年女性を表す言葉として使用されているが、「MILF」とは異なるジャンル分けをされている場合がある。

## 歴史
MILFという言葉は、1990年代にインターネットのニュースグループで初めて記録された。1995年にUsenetに投稿された「PLAYBOY」に掲載された魅力的な母親たちの写真が、最も古くから知られている。1999年に公開された映画『アメリカン・パイ』で、ジェニファー・クーリッジが演じたキャラクターを「スティフラーのママ」と表現したことで、この言葉が広まった 。

## 代表的な女優
| 女優                 | 賞                                                                           | 年間                | ノミネート | 受賞 |
| -------------------- | ---------------------------------------------------------------------------- | ------------------- | ---------- | ---- |
| ブランディ・ラヴ     | NightMoves Award、XBIZ Award                                                 | 2013〜2018年        | 9          | 2    |
| フランチェスカ・レイ | NightMoves、XRCO                                                             | 2008〜2018年        | 19         | 2    |
| インディア・サマー   | AVN、XRCO、XBIZ                                                              | 2010〜2018年        | 17         | 6    |
| ジュリア・アン       | AVN、Nightmoves、XBIZ、XRCO                                                  | 2009〜2015年        |            | 8    |
| ケンドラ・ラスト     | AVN、XBIZ                                                                    | 2013〜2016年        | 4          | 2    |
| リサ・アン           | AVN、Exxxotica Fanny Award、F.A.M.E.、Nightmoves、Urban X Award、XBIZ、XFANZ | 2009〜2014年、2018- |            | 11   |
| ニナ・ハートレー     | XBIZ                                                                         | 2013年              |            | 1    |
| レイヴェネス         | AVN、XRCO                                                                    | 2006〜2011年        | 4          |      |
| ターニャ・テイト     | AVN、Fanny、Nightmoves、XRCO、XBIZ、SHAFTA Award                             | 2010〜2015年        | 15         | 10   |
| ヴェロニカ・アヴルフ | AVN、XBIZ、XRCO                                                              | 2012〜2015年        | 9          | 1    |
| ジョディ・ウエスト   | AVN、XBIZ                                                                    | 2014〜2017年        | 8          |      |
| レーガン・フォックス | AVN、XBIZ、XRCO                                                              | 2018～2023年        | 13         |      |

（個々の記事のアワードセクションから取得したデータ）

## 参照
- 性的関係における年齢差（英語版）